# Carl Gustav
Il Carl Gustav è un lanciarazzi/cannone senza rinculo, calibro 84 mm, di fabbricazione svedese, di esteso utilizzo, con una struttura semplice e compatta, destinato alle truppe per supporto di fuoco; dispone di munizioni illuminanti, HE e HEAT. Queste ultime hanno capacità di perforare 400-800mm, a seconda del tipo e della generazione in specie. Impiega un sistema di fuoco Krupp, il quale scarica il gas propellente nel retro dell'arma per eliminare il rinculo. L'alta velocità dei proiettili rende la loro traiettoria più bassa e rettilinea, aumentando di molto la precisione dell'arma.
Il Carl Gustav, apparso negli anni '50, nel 1964 venne aggiornato con una migliorata  versione, più corta e leggera, l'Mk2. Agli inizi degli anni '90, nel 1991, era in sviluppo una nuova versione, l'Mk3 e nel 2014 l'M4. La terza generazione dell'arma fu usata da forze speciali e paracadutisti di svariati eserciti, come nel caso dei SAS inglesi, che la impiegarono contro gli argentini nella Guerra delle Falklands del 1982. Altri utilizzatori sono i Ranger statunitensi, le Forze Speciali statunitensi, la Bundeswehr tedesca con ruolo di illuminazione del campo di battaglia, da alcune forze canadesi, il Giappone e altri stati che combattono contro carri degli anni '60 e '70. In Svezia e altri Paesi rappresenta l'arma controcarro standard in dotazione anche alla fanteria.

## Utilizzatori

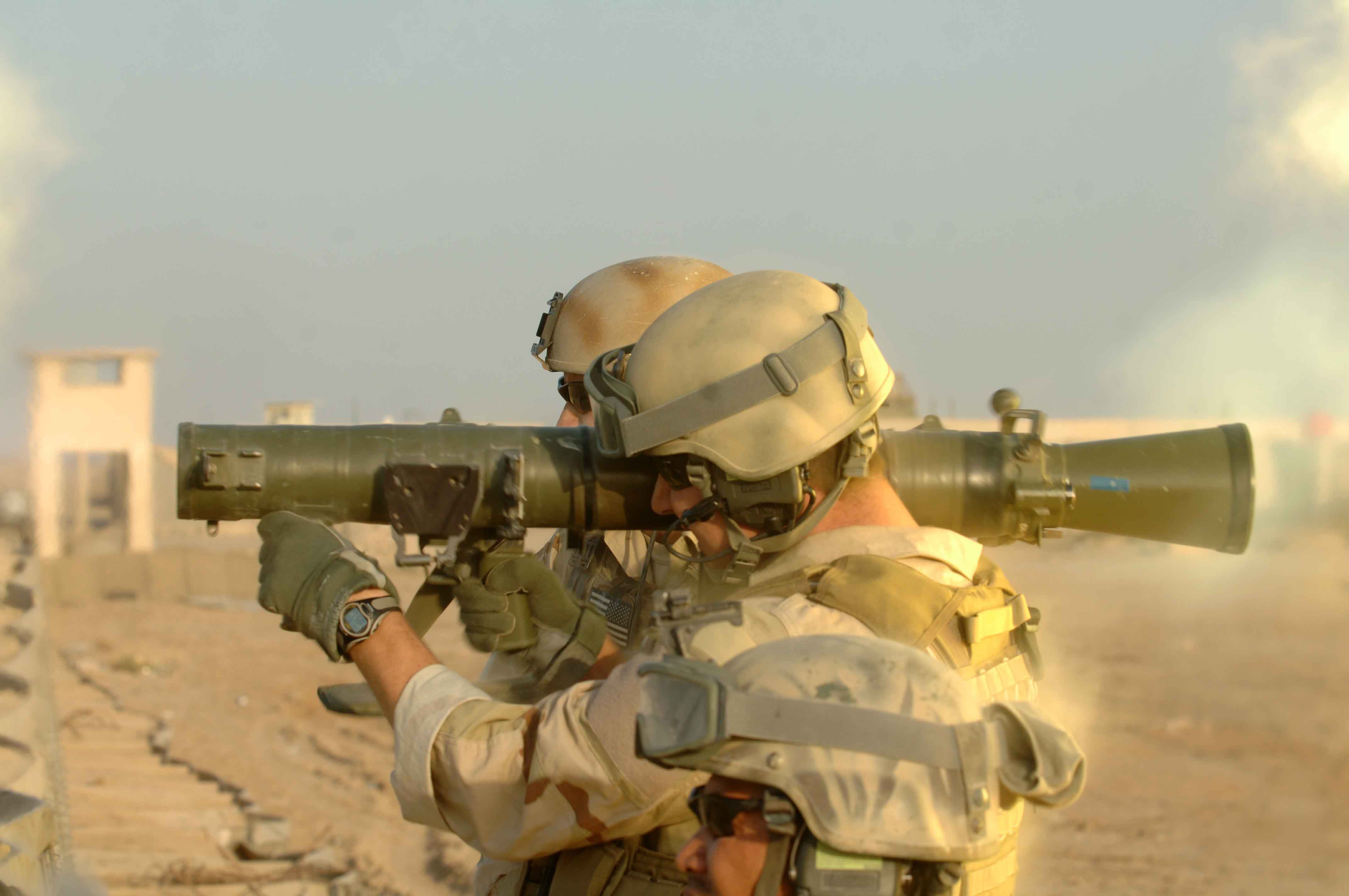
Forze speciali statunitensi che utilizzano il Carl Gustav

- Australia[3]
- Austria[3]
- Belgio[4]
- Belize[3]
- Botswana[3]
- Brasile[3]
- Burkina Faso[3]
- Canada[3]
- Danimarca[3]
- Estonia[5]
- Germania[4]
- Ghana[3]
- Giappone: chiamato m2
- Honduras[3]
- India[3]
- Indonesia[6]
- Irlanda[3]
- Israele[3]

## Il Carl Gustav nella cultura di massa
- La versione Mk II del Carl Gustav compare tra le armi del videogioco Metal Gear Solid: Peace Walker[7], ne sono presenti tre tipi: il primo lancia missili HE, il secondo missili HEAT ed il terzo lancia missili caricati con gas narcotizzante e sistemi di recupero fulton.
- Il lanciarazzi Carl Gustav compare anche nel videogioco Far Cry 2, col nome di Carl G. Nel gioco si presenta teleguidato.
- Il lanciarazzi Carl Gustav compare anche nel videogioco Battlefield Bad Company 2 .
- Ne La guerra dei mondi (film 2005) il Carl Gustav viene usato per abbattere un tripode mentre ha lo scudo disattivato.
- Compare in Dan The Man come una delle armi usabili dal giocatore.